# Delawares flagga
Delawares flagga antogs den 24 juli 1913. Flaggan innehåller delstatens vapen från 1777.
År 2001 genomfördes en undersökning av nordamerikanska vexillologiska föreningen, där Delawares flagga kom på 52:a plats bland de 72 kanadensiska provinser, amerikanska delstater och amerikanska territoriella flaggor som rankades.